# Parafia św. Jakuba w Chełmicy Dużej
Parafia Świętego Jakuba w Chełmicy Dużej – rzymskokatolicka parafia położona we wsi Chełmica Duża. Administracyjnie należy do diecezji włocławskiej (dekanat szpetalski). 
Kościół parafialny został wybudowany w latach 1906–1917 wg planów architekta Stefana Szyllera i konsekrowany 7 października 1917 r. przez biskupa płockiego Juliana Antoniego Nowowiejskiego. W ołtarzu głównym z 1922 r. obraz Matki Bożej sprzed 1710 r., a na zasuwie obraz św. Jakuba z XVIII w. Stacje drogi krzyżowej wykonane w 1952 r. przez Stępnia. Polichromie z 1968 r. wykonane przez E. Tyca. Trzy witraże z 1988 r. wykonane przez Elżbietę i Andrzeja Bednarskich z Rypina. 
Cmentarz przykościelny ma powierzchnię 3 ha i znajduje się w odległości 100 m od świątyni. Stanowi miejsce spoczynku budowniczego kościoła ks. kan. Antoniego Klimaszewskiego (zm. 10 listopada 1918 roku). 
Do parafii należą miejscowości: Chełmica Duża, Chełmica Mała, Chełmica Cukrownia, Cyprianka (2 km), Fabianki (2 km), Cyprianka-Zapusta (3 km), Świątkowizna (2 km), Lisek (7 km), Bednarka (7 km) - Gmina Fabianki; Karasiewo (5 km), Łochocin (4 km), Łochocin - Zdroje (5 km), Popowo (6 km), Wichowo (4 km), Zbytkowo (3 km) - Gmina Lipno; Rachcin (7 km), Rachcin - Okrągła (7 km), Rachcin-Parcele Łochockie (5 km), Rachcinek (8 km), Winduga (9 km).
Krzyże przydrożne: Chełmica Duża, Chełmica Mała, Chełmica Cukrownia, Cyprianka-Zapusta, Karasiewo, Lisek, Łochocin, Łochocin-Gaj, Rachcin, Świątkowizna, Wichowo (2), Zbytkowo (2).
Kapliczki przydrożne/figury: Cyprianka, Cyprianka-Zapusta, Bednarka, Rachcin-Okrągła, Rachcinek, Wichowo. 
Odpust parafialny odbywa się w uroczystość św. Jakuba – 25 lipca.

## Proboszcz
- ks. kan. Henryk Wysocki